# Uniwersum (album)
Uniwersum (zapis stylizowany: UNIWERSUM) – czwarty album studyjny polskiego rapera Zeamsone. Wydawnictwo ukazało się 29 lipca 2022 wydaniem własnym w dystrybucji Universal Music Polska.
Album jest utrzymany w stylu muzyki hip-hop. Składa się z wersji standardowej (1 CD).
Płyta dotarła do 2. miejsca polskiej listy sprzedaży – OLiS. Wydawnictwo uzyskało status złotej płyty, przekraczając liczbę 15 tysięcy sprzedanych kopii.

## Lista utworów
Opracowano na podstawie materiału źródłowego. 
| Uniwersum – Wersja standardowa | Uniwersum – Wersja standardowa | Uniwersum – Wersja standardowa |
| Nr                             | Tytuł utworu                   | Długość                        |
| ------------------------------ | ------------------------------ | ------------------------------ |
| 1.                             | „Cena ambicji”                 | 2:01                           |
| 2.                             | „Uniwersum”                    | 2:27                           |
| 3.                             | „Palm Angels”                  | 2:54                           |
| 4.                             | „High right now”               | 2:35                           |
| 5.                             | „Leakosong”                    | 2:51                           |
| 6.                             | „Ye”                           | 2:50                           |
| 7.                             | „Poszło”                       | 2:44                           |
| 8.                             | „Dubai”                        | 3:28                           |
| 9.                             | „VIP”                          | 3:56                           |
| 10.                            | „Kolejny rozbity Bentley”      | 3:50                           |
| 11.                            | „Phantom”                      | 2:16                           |
| 12.                            | „Bio”                          | 2:46                           |
| 13.                            | „Deski”                        | 2:18                           |
| 14.                            | „Z dawnych krain”              | 2:55                           |
| 15.                            | „Kominiarka Nike”              | 2:36                           |
| 16.                            | „Callin my name”               | 2:30                           |
| 17.                            | „Jeszcze raz”                  | 4:08                           |
| 18.                            | „A ty śpij”                    | 2:51                           |
|                                |                                | 51:56                          |

## Pozycja na liście sprzedaży

### Pozycja na liście tygodniowej
| Kraj   | Lista (2022)  | Najwyższa pozycja |
| ------ | ------------- | ----------------- |
| Polska | OLiS – albumy | 2                 |

## Certyfikat
| Kraj          | Certyfikat  | Sprzedaż |
| ------------- | ----------- | -------- |
| Polska (ZPAV) | złota płyta | 15 000+  |